# جورديف خوش
جورديف سينغ كوش (من مواليد 22 أغسطس 1935) هو مهندس زراعي وعالم وراثة، حصل جنبًا إلى جنب مع هنري بيتشيل، على جائزة الغذاء العالمية لعام 1996 لإنجازاته في توسيع وتحسين الإمدادات العالمية من الأرز خلال فترة النمو السكاني المتزايد.